# Derek Gamblin
Derek Gamblin là một cầu thủ bóng đá nghiệp dư người Anh, thi đấu ở vị trí hậu vệ.

## Sự nghiệp
Gamblin thi đấu bóng đá non-league cho Sutton United, Leatherhead, Winchester City, và Wycombe Wanderers; ông cũng có 1 lần ra sân ở Football League cho Portsmouth trong mùa giải 1965–66.
Ông cũng là một thành viên của đội tuyển Anh không thể giành quyền tham dự Thế vận hội Mùa hè 1972.